# Der Staatsanwalt hat das Wort: Bis zum bitteren Ende
Bis zum bitteren Ende ist ein deutscher Kriminalfilm aus dem Jahr 1991. Er erschien als 140. und letzte Folge der Reihe Der Staatsanwalt hat das Wort. In den Hauptrollen sind Walfriede Schmitt und Otto Mellies zu sehen.

## Handlung
Alice Sonntag ist Mitte 40, alleinstehend und hat keine Kinder. Sie arbeitet schon einige Jahre lang als Verkäuferin in einem Blumenladen. Sie schätzt ihre Kundschaft sehr und auch die Kunden sind zu ihr stets freundlich. Im Grunde genommen aber fühlt Alice sich nach Feierabend immer sehr einsam, denn niemand wartet Zuhause auf sie.
Eines Tages lernt sie den bereits etwas älteren und verwitweten Uhrmacher Gerald Norden kennen, welcher erst vor kurzem in die Kleinstadt in das Einfamilienhaus seiner Tochter Antje und seines Schwiegersohns Norbert gezogen ist. Er kommt nun öfters als Kunde in den Blumenladen. Gerald ist äußerst freundlich und charmant zu Alice, andererseits ist er immer noch etwas deprimiert wegen des Verlusts seiner Frau. Alice und Gerald freunden sich an und treffen sich nach Feierabend immer öfters. Sie besuchen gemeinsam Theaterhäuser und Gaststätten. Durch die gemeinsam verbrachten Abende kommen sich beide näher. Mit der Zeit entwickelt sich aus der guten Bekanntschaft eine innige Beziehung. Alice hat sich in ihn verliebt und auch Gerald ist nach dem Tod seiner Frau für eine neue Beziehung bereit. Beide bleiben zunächst bei getrennten Haushalten. Gerald bietet Alice an, zu ihm und seiner Familie ins Einfamilienhaus mit einzuziehen. Alice zögert zuerst, doch nach kurzer Bedenkzeit ist sie schließlich für den Umzug bereit und verlässt damit nach all den Jahren ihre Plattenbau-Wohnung.
Die ersten Wochen im neuen Haushalt mit Gerald und seiner Familie entwickeln sich zur großen Freude von Alice. Nun hat sie die Familie, die sie sich eigentlich doch schon immer gewünscht hat. Doch nach wenigen Monaten ändert sich die Stimmung im Hause Norden. Alice wird zwar immer mehr in haushaltliche Dinge miteinbezogen, doch wenn es um familiäre Dinge geht fühlt sie sich immer weiter ausgegrenzt. Besonders auch durch Geralds Tochter Antje, die in Alice offenbar nur eine bessere Haushälterin sieht da sie Alice zu ihrem Glück nicht entlohnen muss. Gerald steht zunächst zwischen den Stühlen, denn er will weder die Gefühle von Alice noch die von Antje verletzen. Im Laufe der Zeit hat Alice das Gefühl im Hause Norden nur noch die Haushälterin oder Putzfrau zu sein. Sie leidet an chronischer Erschöpfung, da sie nun neben ihrer Arbeit im Blumenladen auch noch für alle berufstätigen den Haushalt bei Familie Norden bewältigen muss. Alice wird dies mit der Zeit alles zu viel, besonders das sehr reservierte Verhalten von Antje macht ihr zu schaffen. Antje sieht in Alice nur eine Art Erbschleicherin. Eines Tages verlangt Gerald nun von ihr, dass sie ihre Arbeitsstelle im Blumenladen fristlos kündigen soll um sich ganz um das Einfamilienhaus zu kümmern. Gerald will sie dafür zukünftig auch kräftig entlohnen. Alice sieht daraufhin rot, will sich räumlich von Gerald trennen und wieder eine eigene Wohnung nehmen. Sie ist der Meinung, dass sie im Grunde genommen sowieso das Haus verlassen kann, da sie bei Familie Norden nicht mehr als vollwertiges Familienmitglied respektiert wird. Gerald will sie von ihrem Vorhaben abbringen und dazu bewegen, bei ihm zu bleiben. Es kommt zu einem heftigen Streit und Handgreiflichkeiten zwischen den beiden. Alice nimmt eine auf dem Wohnzimmerschrank stehenden Statue und schlägt Gerald damit auf den Hinterkopf. Gerald sackt blutend zusammen und stirbt. Alice begreift allmählich, was sie gerade getan hat, und verständigt telefonisch die Polizei.
Alice wird wegen Totschlags zu acht Jahren Haft verurteilt.

## Hintergründe
Die Dreharbeiten zum Film fanden im Frühling 1991 vorwiegend in einer Kleinstadt in Brandenburg statt.
Die Erstausstrahlung erlebte der Film am 28. Juli 1991 auf der DFF-Länderkette. Der Film wurde bis zum Jahr 2015 mehrfach im Fernsehen wiederholt, darunter auch im Hessischen Rundfunk und im MDR Fernsehen.
Es ist die 140. und damit zugleich auch letzte Folge der im Jahr 1965 gestarteten Reihe Der Staatsanwalt hat das Wort und trug auch noch passenderweise den Titel Bis zum bitteren Ende. Ursprünglich waren danach noch drei weitere Folgen der Reihe bis zur Absetzung des DFF im Dezember 1991 geplant, wovon später jedoch bis zum Jahr 1993 nur noch zwei Filme realisiert und dabei als sogenannte Kriminalkomödien ausgestrahlt wurden.
Ein Grund für die Absetzung des Formats war vor allem die durch die Wende in der DDR drastisch gesunkenen Einschaltquoten. Auch die Gesetze und Paragraphen des DDR-Strafrechts bzw. die von sozialistischen Idealen geprägte Gesinnung des am Ende jeder Folge auftretenden Staatsanwalts Peter Przybylski waren im Zuge der Wiedervereinigung obsolet geworden.